# Jan Huitema
Jan Huitema (Heerenveen, 5 juli 1984) is een Nederlands politicus namens de VVD. Van 1 juli 2014 tot en met 15 juli 2024 was hij Europarlementariër.

## Carrière
Huitema werd geboren als zoon van een melkveehouder in Heerenveen. Hij ging naar de middelbare school in Sneek en vervolgde daarna zijn opleiding aan de Universiteit van Wageningen. In 2008 behaalde Huitema daar zijn Mastergraad in Dierwetenschappen.
Huitema was beleidsmedewerker bij het presidium van het Europees Parlement, van Holger Krahmer (Europarlementariër voor de Duitse FDP) en van Jan Mulder (Europarlementariër voor de VVD). In 2012 besloot Huitema terug te gaan naar Friesland, waar hij samen met zijn vader in Makkinga een melkveehouderij van 130 koeien heeft.
Huitema was als zesde geplaatst op de kandidatenlijst van de VVD voor de Europese verkiezingen van 2014. Met de slogans 'Boer zoekt stem' en 'Brussel kan wel wat boerenverstand gebruiken' reed Huitema door het land om campagne te voeren. Uiteindelijk kreeg Huitema 25.798 voorkeurstemmen en steeg hij hierdoor tot de derde plek van de kandidatenlijst van de VVD.
In zijn eerste mandaat was Huitema lid van de milieucommissie en van de delegatie voor betrekkingen met Canada. Namens de liberale ALDE-fractie was hij gedeeld coördinator voor het landbouwbeleid. Vanaf december 2014 was Huitema lid van de commissie voor landbouw en plattelandsontwikkeling. Hiermee was hij de eerste Nederlandse Europarlementariër in vijf jaar om in deze commissie te zitten.
Na de Europese verkiezingen van 23 mei 2019 werd Huitema met 115.738 voorkeurstemmen herkozen. In zijn tweede mandaat was Huitema wederom actief in de commissie milieubeheer, volksgezondheid en voedselveiligheid en de landbouwcommissie. Daarnaast was hij lid van de Visserijcommissie en de delegaties voor betrekkingen met de Verenigde Staten en Brazilië. Huitema maakte in deze periode deel uit van de fractie Renew Europe, de opvolger van de ALDE.
Bij de Europese verkiezingen van 6 juni 2024 stelde Huitema zich niet opnieuw verkiesbaar, waardoor hij de volgende maand het Europarlement verliet.